# Луїс Альберто Лопес
Луїс Альберто Лопес Варгас (ісп. Luis Alberto Lopez Vargas; 21 серпня 1993, Мехікалі, Баха-Каліфорнія) — мексиканський професійний боксер, чемпіон світу за версією IBF в напівлегкій вазі (2022—2024).

## Професіональна кар'єра
Дебютував на профірингу 2015 року. Перші сімнадцять боїв провів у Мексиці, зазнавши в них однієї поразки. 28 лютого 2019 року в Топпеніш, США завоював вакантний титул WBO International у напівлегкій вазі, від якого після бою відмовився. 10 травня 2019 року вдруге вийшов на бій за вакантний титул WBO International проти американця Рубена Вілья і зазнав другої поразки в кар'єрі.
Здобувши після цього перемоги в дев'яти боях, 10 грудня 2022 року вийшов на бій проти чемпіона світу за версією IBF у напівлегкій вазі Джоша Воррінгтона (Велика Британія). Незважаючи на те, що бій проходив у Лідсі, Англія, рідному місті чемпіона, а мексиканця до цього бою мало хто знав, бій пройшов з беззаперечною перевагою претендента і завершився його перемогою рішенням більшості суддів.
27 травня 2023 року в першому захисті титулу нокаутував у п'ятому раунді ірландця Майкла Конлена. 15 вересня 2023 року здобув перемогу над Джоетом Гонсалесом (США).
10 серпня 2024 року вийшов на бій проти американця Анджело Лео і програв нокаутом в десятому раунді. Цей нокаут за підсумками 2024 року претендував на звання «Нокауту року» за версією журналу «Ринг».